# فرودگاه خلیج استریکی
فرودگاه خلیج استریکی (به انگلیسی: Streaky Bay Airport) یک فرودگاه همگانی با کد یاتا KBY است که یک باند فرود آسفالت دارد و طول باند آن ۱۳۵۱ متر است. این فرودگاه در کشور استرالیا قرار دارد و در ارتفاع ۲۱ متری از سطح دریا واقع شده است.